# Donja Mlinoga
Donja Mlinoga is een plaats in de gemeente Petrinja in de Kroatische provincie Sisak-Moslavina. De plaats telt 127 inwoners (2001).